# Obithome punctiferella
Obithome punctiferella är en fjärilsart som beskrevs av August Busck 1906. Obithome punctiferella ingår i släktet Obithome och familjen fransmalar. Inga underarter finns listade i Catalogue of Life.